# 全球共享流感數據倡議組織
全球共享流感数据倡议组织（英語：GISAID Initiative，簡稱 GISAID），建立于2008年5月，是由全世界一些較权威的医学科学家组建，致力于改善流感数据的共享。共有包括7位诺贝尔奖得主在内的超过70位科学家签署了这份协议。
GISAID提供一个包含可以让公众访问的数据库平台。GISAID的用户须注册，并且同意共享他们自己的数据，尊重他人的数据，共同分析数据并合作发表文章，并且保持从数据获得的新技术可以让所有人使用从而使新技术不仅可以用来进行研究工作，而且可以用来开发诊断试剂或者疫苗，并且致力于同数据提供者共同工作的用户获得数据。